# Hawker Aircraft
Hawker Aircraft Limited était un constructeur aéronautique britannique responsable de certains des plus célèbres modèles de l'histoire de l'aviation britannique.

## Histoire
Hawker prend ses racines au lendemain de la Première Guerre mondiale, qui a entraîné la faillite de la Sopwith Aviation Company. Le pilote d'essai de Sopwith, Harry Hawker , et trois autres personnes, dont Thomas Sopwith, ont racheté les actifs de Sopwith et formé HG Hawker Engineering en 1920.
En 1933, la société a été rebaptisée Hawker Aircraft Limited et a profité de la Grande Dépression et d'une situation financière solide pour acheter la Gloster Aircraft Company en 1934. L'année suivante, elle a fusionné avec la société de moteurs et d'automobiles Armstrong Siddeley et sa filiale Armstrong Whitworth Aircraft (en), pour former Hawker Siddeley Aircraft. Ce groupe comprenait également A. V. Roe and Company (Avro).
Hawker Aircraft a continué à produire des conceptions sous son  nom propre dans le cadre de Hawker Siddeley Aircraft, une division de Hawker Siddeley Group à partir de 1955. Le nom de marque "Hawker" a été abandonné, ainsi que ceux des sociétés sœurs, en 1963; le Hawker P.1127 fut le dernier avion de la marque.
L'héritage Hawker a été conservé par la société américaine Raytheon qui a produit des jets d'affaires (dont certains dérivés du 125, dont la conception originale remontait à l'époque de de Havilland) sous le nom de "Hawker". C'était le résultat de l'achat de la gamme de produits de British Aerospace en 1993. Le nom a également été utilisé par Hawker Beechcraft après que les intérêts des avions d'affaires de Raytheon (Hawker et Beechcraft ) ont été acquis par des investisseurs et fusionnés.

## Produits

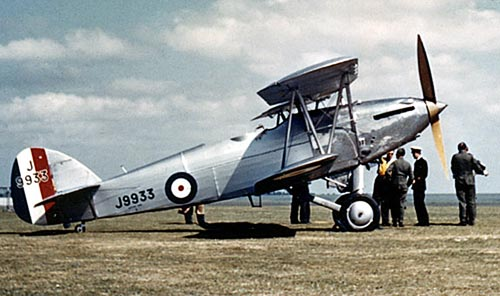
Hawker Hart G-ABMR

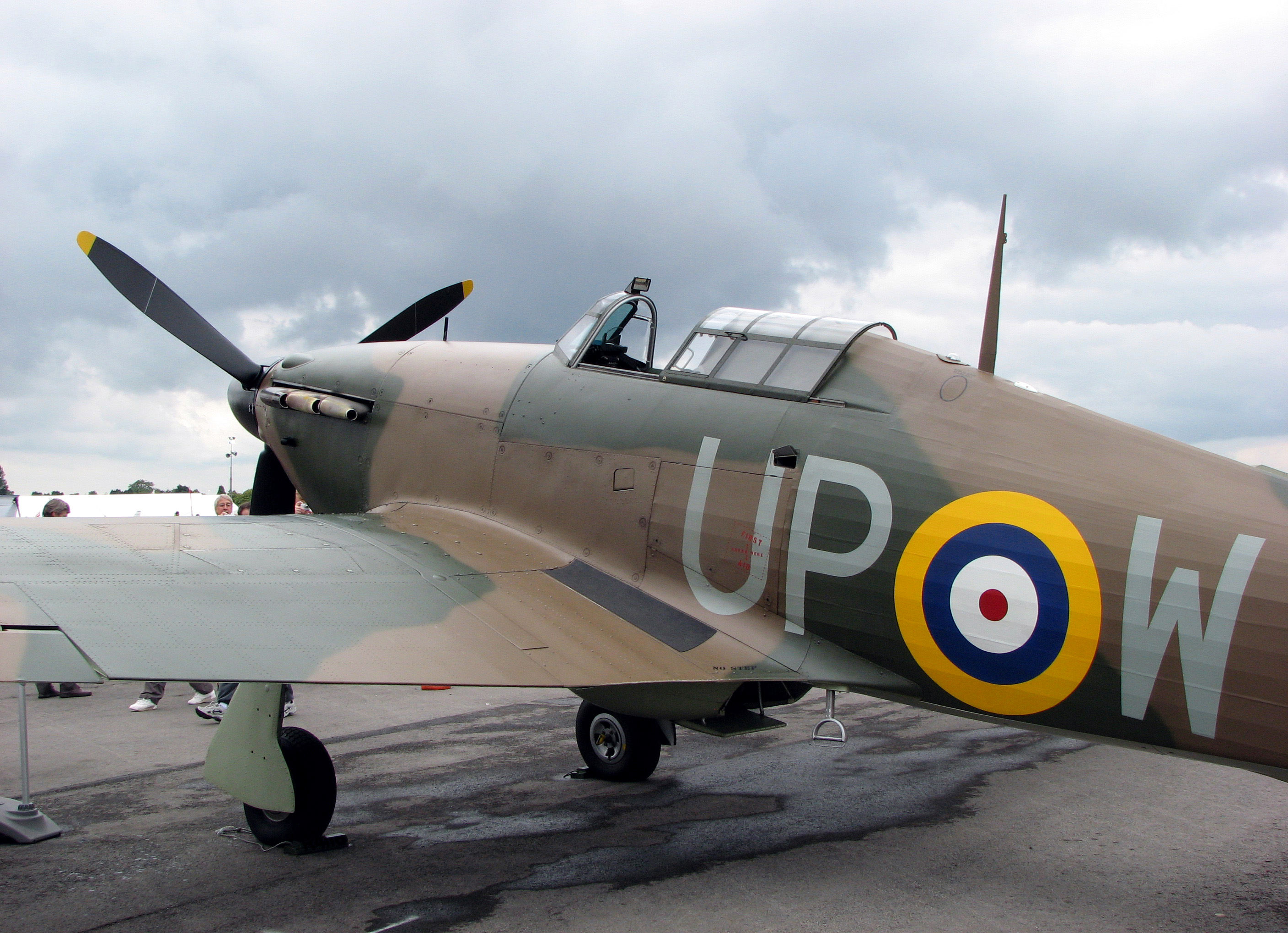
Hurricane Mk.I

Le premier modèle de Hawker fut le Hawker Humpback (non construit) en décembre 1920. Il fut bientôt suivi par le Hawker Duiker (en), le premier prototype, qui vola en juillet 1923. Dans l' entre-deux-guerres , Hawker produisit une gamme de bombardiers et des chasseurs pour la Royal Air Force , produits par Sydney Camm (plus tard Sir Sydney) et de son équipe. Ceux-ci comprenaient le Hawker Hind et le Hawker Hart, qui est devenu l'avion britannique le plus produit dans les années précédant la Seconde Guerre mondiale.
Pendant la Seconde Guerre mondiale, la société Hawker Siddeley était l'une des entreprises aéronautiques les plus importantes du Royaume-Uni, produisant de nombreux modèles, dont le célèbre avion de chasse Hawker Hurricane qui, avec le Supermarine Spitfire, a joué un rôle déterminant dans la victoire de la bataille d'Angleterre. Au cours de la bataille, les Hawker Hurricane en service étaient plus nombreux que tous les autres chasseurs britanniques réunis et étaient responsables de 55 % de tous les avions ennemis détruits.

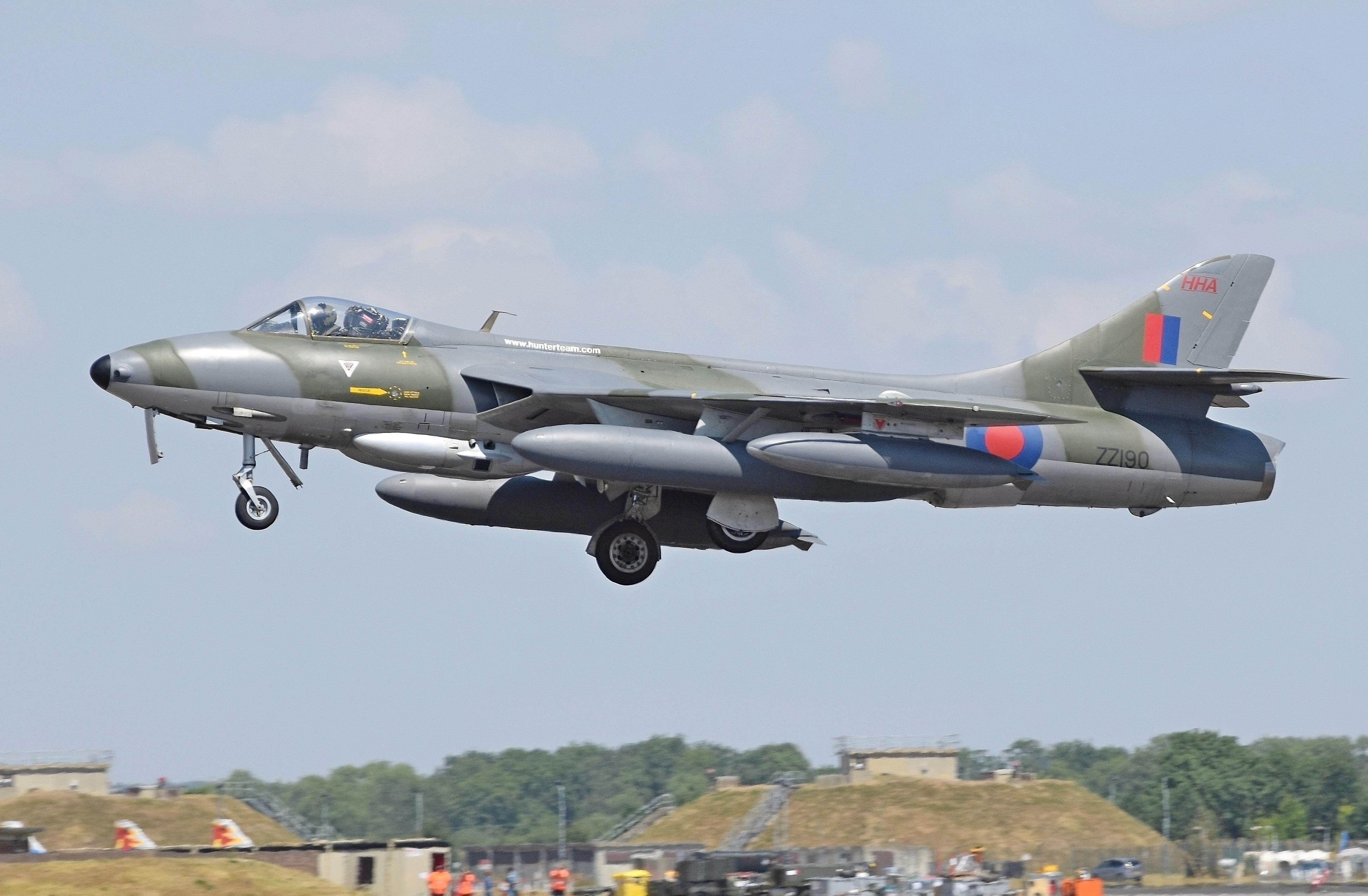
Hawker Hunter F.58 (UK code ZZ190, ex-Swiss Air Force) de Hawker Hunter Aviation arrives au RIAT 2018

### Liste
- Hawker Duiker (en) 1923  prototype – premier  design de Hawker, 1 avion construit, J6918[2],[3]
- Hawker Woodcock 1923
- Hawker Cygnet (en) 1924
- Hawker Hedgehog (en) 1924 prototype
- Hawker Horsley 1925
- Hawker Heron (en) 1925
- Hawker Hornbill (en) 1925
- Hawker Danecock (en) 1925
- Hawker Harrier 1927 prototype
- Hawker Hawfinch (en) 1927
- Hawker Hart 1928
  - Operateurs du Hawker Hart et variantes (en)
- Hawker F.20/27 (en) 1928 prototype
- Hawker Hoopoe (en) 1928
- Hawker Tomtit (en) 1928
- Hawker Hornet (en) 1929
- Hawker Osprey 1929
- Hawker Nimrod 1930
- Hawker Fury 1931
  - Hawker Fury variants
- Hawker Audax (en) 1931
- Hawker Dantorp (en) 1932
- Hawker Demon 1933
- Hawker P.V.3 (en) 1934 prototype
- Hawker Hart 1934
- Hawker Hind 1934
  - Hawker Hind variants
- Hawker P.V.4 (en) 1934 prototype
- Hawker Hartbeest (en) 1935
- Hawker Hurricane 1935
  - Hawker Sea Hurricane (en)
  - Hawker Hurricane variants (en)
  - Liste d'opérateurs du Hawker Hurricane (en)
  - Liste de Hawker Hurricanes survivants (en)
- Hawker Hector 1936
- Hawker Henley (en) 1937
- Hawker Hotspur (en) 1938
- Hawker Tornado 1939
- Hawker Typhoon 1940
  - Liste d'opérateurs du Typhoon (en)
- Hawker Tempest 1942
  - Liste d'opérateurs du Hawker Tempest (en)
- Hawker F.2/43 Fury 1943 prototype
- Hawker Sea Fury 1944
  - Liste d'opérateurs du Hawker Sea Fury (en)
- Hawker P.1040 (en) 1947 prototype
- Hawker Sea Hawk 1947
  - Liste d'opérateurs du Sea Hawk (en)
- Hawker P.1052 (en) 1948 prototype
- Hawker P.1072 1950 prototype
- Hawker P.1078 prototype
- Hawker P.1081 (en) 1950 prototype
- Hawker Hunter 1951
  - Variantes du Hawker Hunter (en)
  - Liste d'opérateurs du Hawker Hunter (en)
  - Hawker Hunter en service dans l'Air Force Suisse (en)
- Hawker P.1127 (en) 1960 prototype

## Personnes clés

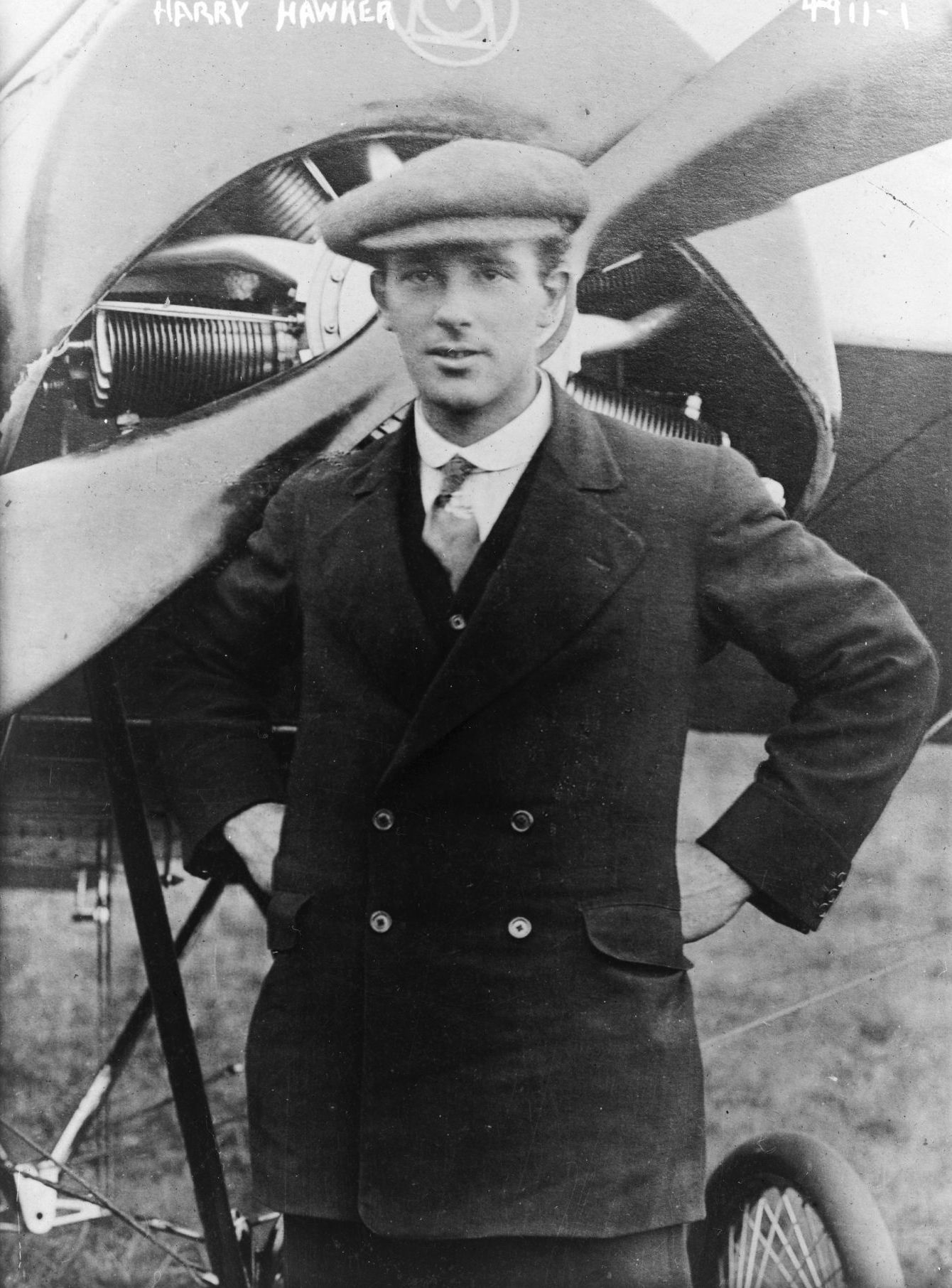
Harry Hawker in May 1919

- Harry Hawker
- Thomas Sopwith

### Concepteurs d'avions et ingénieurs
- Sydney Camm
- Roy Chaplin (en)
- Robert Lickley (en)
- Richard Walker (en)

### Pilotes d'essai en chef
- George Bulman (en)
- Bill Humble (en)
- Wimpy Wade (en)
- Neville Duke
- Alfred William (Bill) Bedford (en)